# Velbloud
Velbloud (Camelus) je rod z čeledi velbloudovitých (Camelidae) zahrnující tři druhy sudokopytníků: velblouda dvouhrbého divokého (Camelus ferus), velblouda dvouhrbého (Camelus bactrianus), zvaného též drabař, a velblouda jednohrbého (Camelus dromedarius) neboli dromedára. První druh se vyskytuje ve volné přírodě, zbylé dva jsou chovány člověkem s různou mírou volnosti.

## Etymologie
České slovo velbloud (stejně jako jeho další slovanské – polské, ruské – ekvivalenty) má velmi zajímavou etymologii. Praslovanské *velьbǫdъ vychází z gótského výrazu ulbandus. Lidovou etymologií bylo neznámé slovo spojeno s adjektivem velký a slovy bloud či bloudit. Slovo ulbandus má původ v latinském elephantus a z řeckého eléfas, řecký výraz pochází pravděpodobně z egyptštiny.
Do slovanských jazyků se slovo dostalo z gótštiny v období Stěhování národů. Gótové se v oblasti Černomoří ve 3.–5. stol. setkávali s východními kočovníky, zejména Alany a Huny, kteří chovali velbloudy. Gótové pro toto zvíře neměli jméno, ale prostřednictvím antické kultury znali slony. Přenesení názvu slona na velblouda bylo zřejmě motivováno setkáním s velkými neznámými dopravními zvířaty. Staročeština užívala slova velblúd ve významu „slon“.
Slovenské slovo ťava má turkický původ a do slovenštiny proniklo přes maďarštinu. Odtud pochází i východomoravský výraz čava. Latinský název Camelus pochází ze semitských jazyků – např. v hebrejštině a aramejštině gamal. Termín dromedár pochází z řečtiny, slovo dromás znamená „běžící“ a souvisí i s příponou -drom (autodrom, kosmodrom).

## Popis
Velbloudi jsou značně vysocí, statní přežvýkavci s malou hlavou na mohutném krku. Dosahují výšky do dvou a půl metru, délky do tří a půl metrů. Srst je nerovnoměrná, na krku přechází do hřívy. Velbloudi jsou zásadně býložraví, nejsou vybíraví. Průměrná délka života velbloudů se pohybuje mezi 40 a 50 lety.
Ve svých hrbech mají velbloudi uloženo až 35 kg tuku, v případě potřeby jej vstřebají zpět do těla a metabolizují jej na vodu. Díky tomu dokážou přežít i na poušti dlouhou dobu bez tekutin. Bez žrádla dokáží vydržet údajně až 40 dní.

## Výskyt

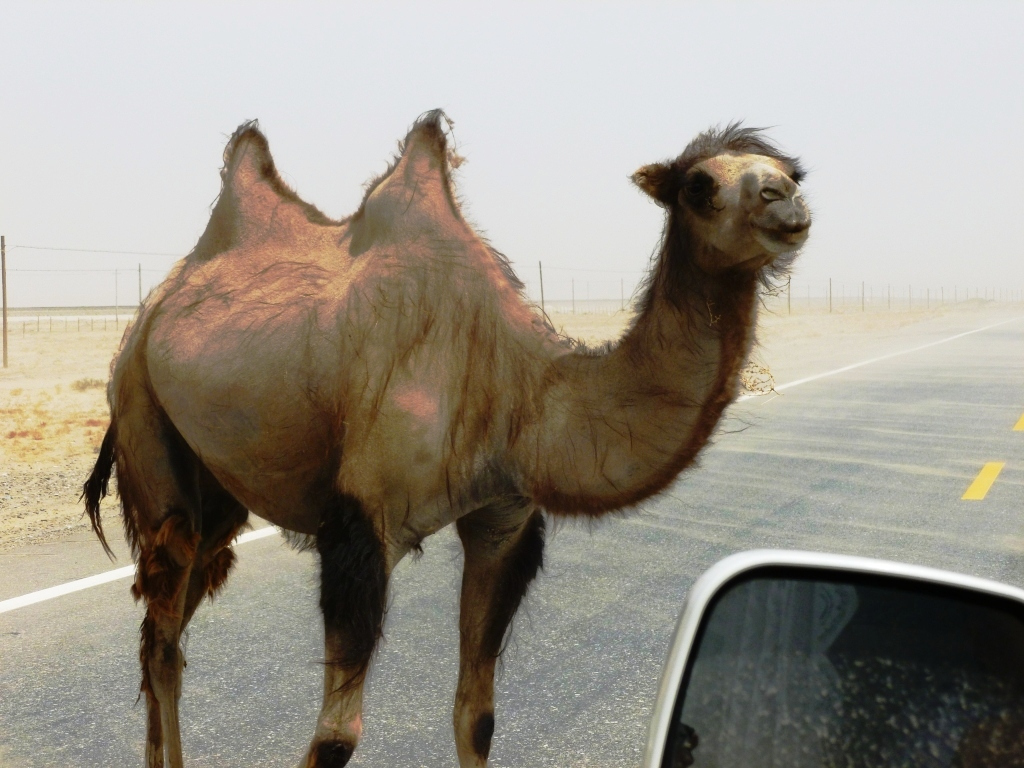
Divoký velbloud (Camelus ferus)

Velbloudi pocházejí ze Severní Ameriky (v Jižní Americe se vyvinula lama).  V mongolských pouštích žije asi 1000 jedinců velblouda dvouhrbého divokého. Na světě se chová asi 15 milionů domácích velbloudů jednohrbých, převážně v severní Africe a západní Asii. V Austrálii žije asi 25 000 zdivočelých dromedárů (podle jiných pramenů až 700 000), potomků velbloudů dovezených z Arábie. Velbloudů dvouhrbých se ve střední Asii chová asi 1,5 milionů kusů.

## Hospodářské využití
Velbloudi jsou pověstní svou schopností přetrvávat dlouho bez vody. Velbloud se chová především pro dopravu břemen, dále také pro maso a mléko. Hodí se ale i k jízdě osob. Velbloudí vlna se získává stříží, vyčesáváním nebo sběrem vypadané srsti v období línání. dospělý velbloud dvouhrbý ročně poskytuje 2,5 kg srsti, velbloud jednohrbý mnohem méně. Velbloudí srst má dobré izolační vlastnosti, tradičně se používá k výrobě stanů, koberců, dek a plášťů, nejvíce látek z velbloudí vlny se zhotovuje ve Střední Asii a v Mongolsku. 
Užitečný je i velbloudí trus, který je používán jednak v zemědělství jako hnojivo, ale především se v pouštních oblastech po usušení používán jako palivo. 
Lidé domestifikovali velbloudy před mnoha tisíci lety, přičemž jejich divocí předkové nejsou známi (určitě se však nejedná o recentní Camelus ferus). Dvouhrbý velbloud byl domestikován před 6–4 tisíci lety v oblasti dnešního Íránu a kolem Aralského jezera, dromedár až před 3 tisíci lety, a to v dnešním Jemenu na Arabském poloostrově. V boji byli velbloudi poprvé nasazeni v bitvě u Karkaru, v roce 853 př. n. l., kde arabští jezdci na velbloudech podpořili syrského krále Ben Hadada II. a izraelského krále Achaba proti asyrské armádě krále salmanassara III. Alfred Brehm uvádí, že starověkým Egypťanům sloužil dromedár již od dob Nové říše, získali je zřejmě od semitských kočovníků. Egypťané používali velbloudí karavany k dopravě mědi z dolů v Negevské poušti a na Sinajském poloostrově. Prý také naučili velblouda i jednoduchému tanci zvanému kenken. V Bibli je velbloud často zmiňován (např. známý Ježíšův výrok o tom, že snáze projde velbloud uchem jehly než boháč do Království nebeského, Mk 10:25) přestože je v judaismu pokládán za nečisté zvíře. Naproti tomu Arabové velblouda za nečistého nepokládají a jeho maso je pro muslimy halal. První veterinární příručka o nemocech velbloudů a jejich léčení pochází z Číny a byla sepsána na přelomu 10. a 11. století za vlády dynastie Sung.
Americká armáda zakoupila roku 1856 ve Smyrně 75 velbloudů se záměrem o jejich vojenské využití. Po vypuknutí americké občanské války sloužili na straně Konfederace. Po válce zájem armády opadl a dromedáři byli dílem prodáni, dílem zdivočeli. Poslední z nich přežili asi až do roku 1900. Velbloudi jednohrbí byli také, s mnoha jinými domácími zvířaty (králík, pes, kočka, kůň), introdukováni v Austrálii.
Velbloud je velmi rychlý a vytrvalý běžec, dokáže uběhnout až 175 km za 12 hodin. Stoupání mu ale činí obtíže, proto není často vidět v horách, i když velbloudi dvouhrbí někdy do hor pronikají. Velbloudi se tradičně používali hlavně k dopravě nákladů a k jízdě, méně k tahu. Od poloviny 20. století, kdy se i v pouštních oblastech Afriky a Asie šíří užívání terénních a nákladních aut, však význam velbloudů v dopravě pomalu klesá.
Pro maso se chovají prakticky jen velbloudi jednohrbí, a to především v severní a severovýchodní Africe, na Arabském poloostrově a v Pákistánu. Maso z introdukovaných velbloudů se jí také v Austrálii. Jateční hmotnost dromedára se pohybuje kolem 450 kilogramů, avšak jateční výtěžnost je poměrně nízká. Maso z mladých velbloudů v druhém roce života chutná podobně jako hrubší hovězí maso, starší velbloudi mají velmi tuhé maso s hrubými svalovými vlákny. Kromě hrbu, tvořeného převážně tukovou tkání, má maso velmi nízký obsah tuku. Lůj z velbloudího hrbu se místy, např. v Súdánu, pokládá za pochoutku. Pastevci ze severní Keni a Somálska někdy pijí i krev Ve střední Asii, kde se chovají velbloudi dvouhrbí, velbloudí maso obvykle není konzumováno, protože velbloudi bývají pojmenováni a majitelé k nim mají silný citový vztah. To ovšem nevylučuje rituální důvody k porážce velblouda zejména při muslimském svátku oběti. 
Velbloudí mléko má 3% tuku a daleko méně laktózy než kravské či kozí mléko. Lze jej dobře zpracovávat na jogurt, tvaroh či zmrzlinu, obtížnější je kvůli jeho nízké tučnosti výroba másla. ve Střední Asii se je oblíbený i kvašený mléčný nápoj čal podobný kefíru. Protože se však velbloudí mléko nesráží působením syřidla, nelze z něj připravit sýr. Také v produkci mléka převažují velbloudi jednohrbí.
V hospodářském využití mají nemalý význam kříženci velbloudů.

## Červené krvinky

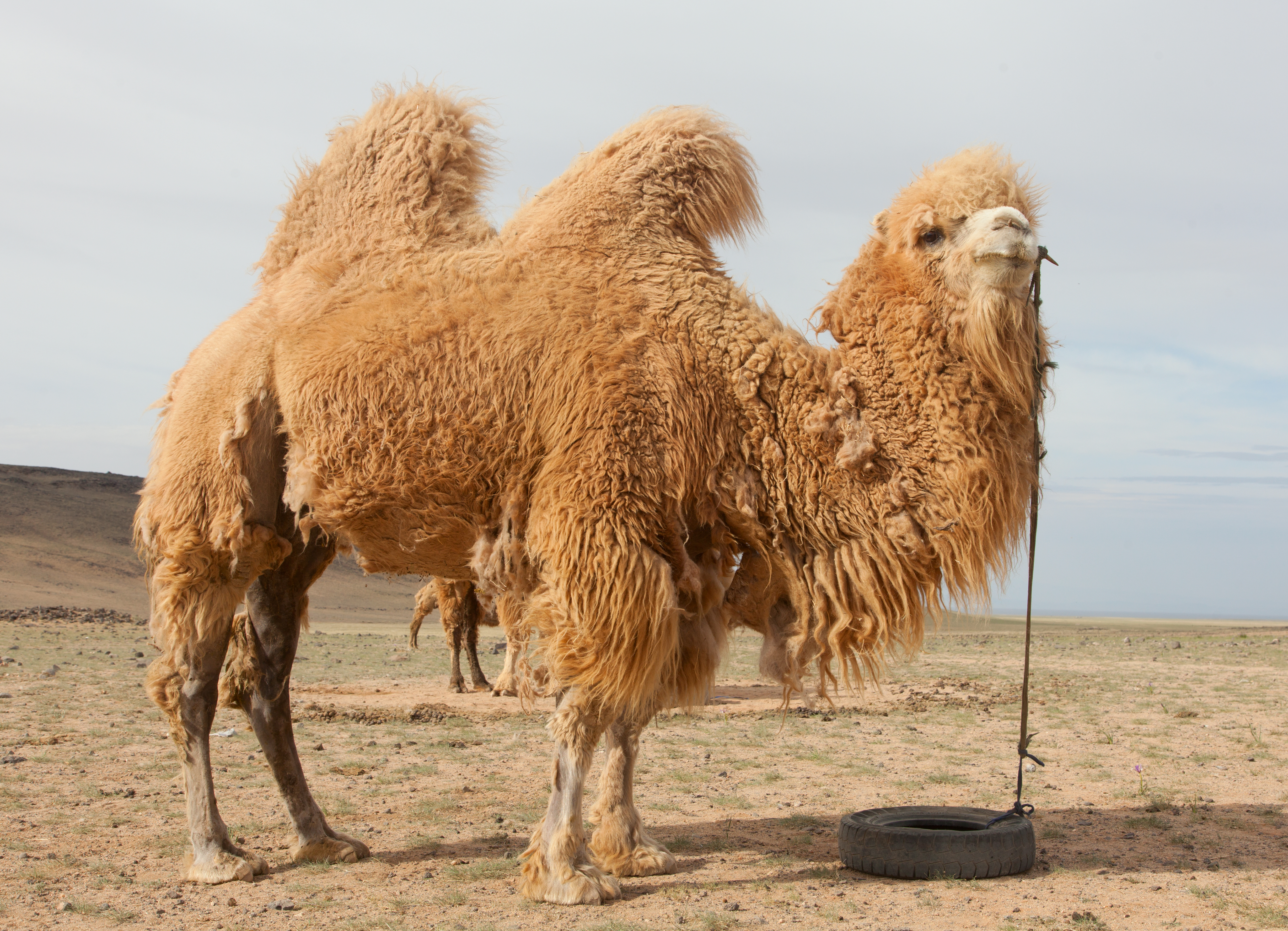
Velbloud dvouhrbý v Mongolsku

Červené krvinky velbloudů jsou poměrně velké a na rozdíl od jiných savců nemají kruhový tvar, ale jsou oválné. Je tomu tak proto, aby buňka mohla řídit poměrně složitý proces, díky němuž může velbloud dlouho žít bez vody. Jeho principem je nabobtnávání červených krvinek v závislosti na koncentraci minerálů v krvi (čím více přijal velbloud tekutin, tím menší bude koncentrace minerálů v krvi). Takto nabobtnané krvinky vodu v nich obsaženou udrží, dokud se koncentrace minerálů v krvi nezvedne nad normální hodnotu.

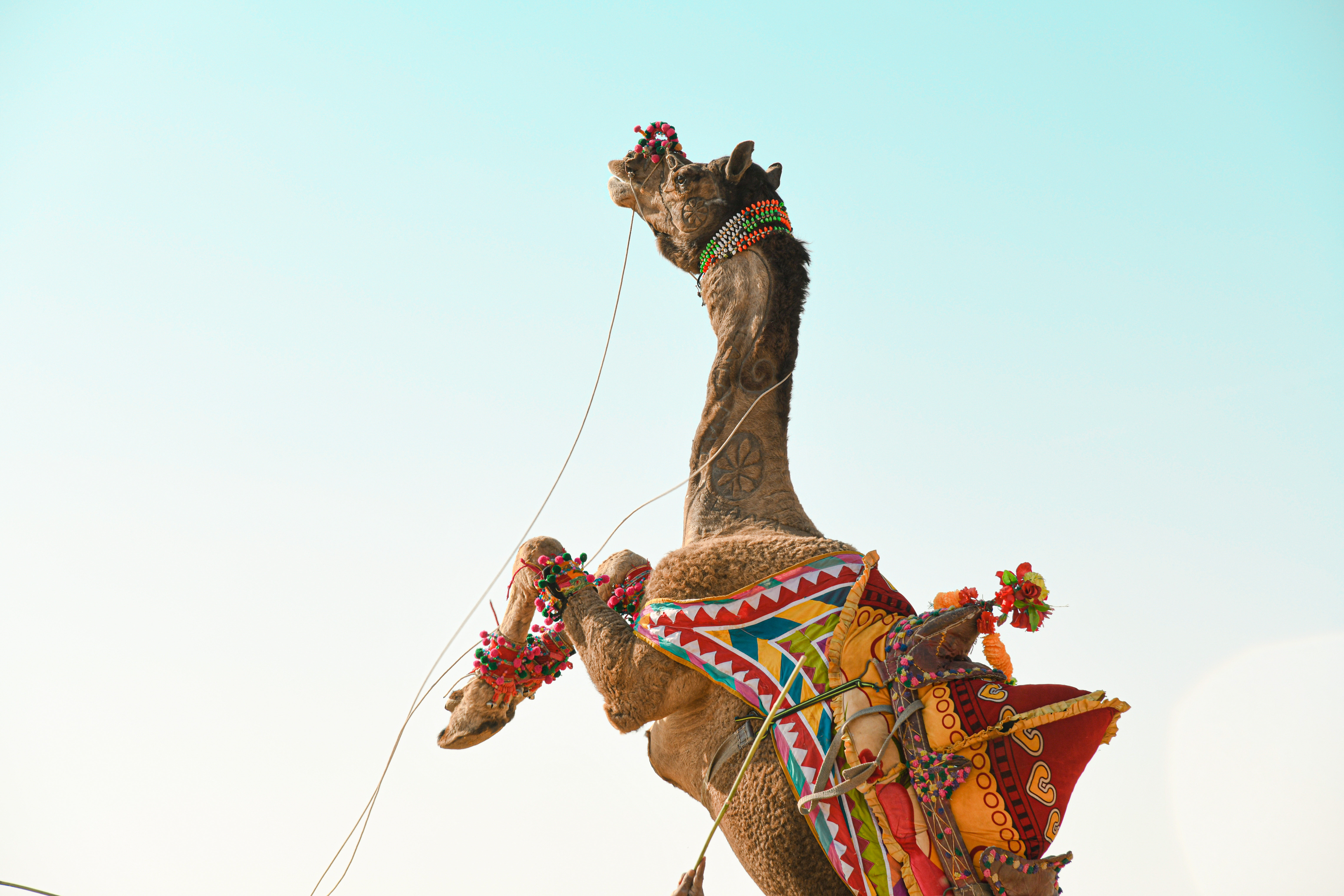
Toto je velbloud, který vystupoval na pouštním festivalu jaisalmer.